# Autriche au Concours Eurovision de la chanson 1976
L'Autriche a participé au Concours Eurovision de la chanson 1976 le 3 avril à La Haye. C'est la 15e participation de l'Autriche au Concours Eurovision de la chanson, suivant une absence de 1973 à 1975.
Le pays est représenté par le duo Waterloo & Robinson et la chanson My Little World, sélectionnés en interne par l'ORF.

## Sélection interne
Le radiodiffuseur autrichien, Österreichischer Rundfunk (ORF), choisit en interne l'artiste et la chanson représentant l'Autriche au Concours Eurovision de la chanson 1976.
Lors de cette sélection, c'est la chanson My Little World interprétée par Waterloo & Robinson qui fut choisie avec Erich Kleinschuster comme chef d'orchestre. C'est la première fois qu'une chanson représentant l'Autriche n'est pas interprétée en allemand, My Little World étant entièrement interprétée en anglais.
| Ordre | Artiste             | Chanson         | Langue  |
| ----- | ------------------- | --------------- | ------- |
| 1     | Waterloo & Robinson | My Little World | Anglais |

## À l'Eurovision

### Points attribués par l'Autriche
| 12 points | France      |
| 10 points | Royaume-Uni |
| 8 points  | Suisse      |
| 7 points  | Finlande    |
| 6 points  | Israël      |
| 5 points  | Monaco      |
| 4 points  | Pays-Bas    |
| 3 points  | Belgique    |
| 2 points  | Irlande     |
| 1 point   | Italie      |

### Points attribués à l'Autriche
| 12 points                        | 10 points                      | 8 points            | 7 points                | 6 points |
| -------------------------------- | ------------------------------ | ------------------- | ----------------------- | -------- |
|                                  | - Allemagne - Irlande - Israël | - Espagne           | - Pays-Bas              | - Grèce  |
| 5 points                         | 4 points                       | 3 points            | 2 points                | 1 point  |
| - Finlande - Luxembourg - Monaco | - Royaume-Uni                  | - Belgique - Suisse | - Norvège - Yougoslavie |          |

Waterloo & Robinson interprètent My Little World en 14e position lors de la soirée du concours, suivant l'Italie et précédant le Portugal.
Au terme du vote final, l'Autriche termine 5e sur les 18 pays participants, ayant reçu 80 points au total de la part de 14 pays,.